# Port de la Bonaigua
Le port de la Bonaigua (puerto de la Bonaigua en castillan, port de la Bonaigua en catalan, pòrt dera Bonaigua en aranais) est un col à 2 072 m d'altitude qui unit le val d'Aran et le Pallars Sobirà, dans la province de Lérida en Catalogne, dans les Pyrénées espagnoles.

## Toponymie
Du catalan bona aigua, « bonne eau » (ou de bona aiga en aranais, dialecte occitan), en raison de la qualité des sources qui y jaillissent.

## Géographie
Il se trouve sur le territoire de la commune d'Alt Àneu (Pallars Sobirà) et il jouxte en val d'Aran la commune de Naut Aran.
Du côté aranais se trouve la station de sports d'hiver de Baqueira-Beret.
La Bonaigua se situe au point de partage des influences océanique et méditerranéenne. Le val d'Aran, avec le cours de la Garonne et de ses affluents, se tourne vers l'océan Atlantique, tandis que sur l'autre versant le ruisseau de la Bonaigua se jette dans la Noguera Pallaresa qui fait partie du bassin de l'Èbre. L'altitude et l'arrivée des dépressions atlantiques sur le versant Sud des Pyrénées fait que le temps peut souvent y être mauvais. En hiver le port est souvent bloqué par la neige et les risques d'avalanches des sommets voisins.

## Histoire
Avec le port de Vielha, le port de la Bonaigua était le seul point d'accès au val d'Aran du côté espagnol. L'ermitage et le refuge de la Mare de Deu des Ares étaient les points où les voyageurs pouvaient trouver un peu de repos avant d'affronter le passage. Au début du XXe siècle, une première route carrossable est établie, qui fut améliorée et qui est aujourd'hui la route C-28.

## Cyclisme

### Tour de France
| Année | Étape | Catégorie | 1er au sommet    |
| ----- | ----- | --------- | ---------------- |
| 2016  | 9e    | 1         | Thibaut Pinot    |
| 1993  | 16e   | 1         | Tony Rominger    |
| 1974  | 16e   | 1         | Domingo Perurena |